# Jorge Negrete
Pour les articles homonymes, voir Negrete.
Jorge Alberto Negrete Moreno (30 novembre 1911 - 5 décembre 1953) est considéré comme l'un des chanteurs et acteurs mexicains les plus populaires. Formé à la technique du chant lyrique et qui a révolutionné la musique ranchera, la faisant connaître dans le monde entier. Il a été l'acteur de « l'âge d'or » du cinéma mexicain qui a eu le plus d'impact en Amérique latine.  Il a mené la lutte syndicale de l'ANDA et cela lui a valu de nombreuses inimitiés. 

## Biographie
Il est né dans la ville de Guanajuato, Fils de David Negrete Fernández et Emilia Moreno Anaya. Il avait 3 sœurs : Consuelo, Emilia et Teresa ; ainsi que 2 frères : David et Rubén, décédés peu après la naissance. Il a appris l'anglais, le français et l'italien au Collège allemand Alexander Von Humboldt à Mexico. 
À l'âge de 16 ans, il entre au Collège militaire ; diplômé en tant que lieutenant de cavalerie et d'administration (intendance) de l'armée mexicaine avec de hautes qualifications. Là, il a appris à monter à cheval  à la perfection, une compétence qu'il démontre en jouant le charro mexicain dans les films. 
Son enregistrement de la chanson « México Lindo y Querido » de Chucho Monge, l'hymne non officiel du Mexique, en reste la version la plus connue. Il s'est marié avec Elisa Christy (es) puis avec María Félix. Il a aussi vécu avec sa partenaire à l'écran Gloria Marín. 
En 1930, Jorge décide de se lancer dans la musique et prend des cours de chant avec José Pierson, directeur de la Compañía Impulsora de Ópera de México. Les élèves du professeur Pierson étaient des chanteurs aussi populaires que José Mojica, Fanny Anitúa, Pedro Vargas et Hugo Avendaño, entre autres. L'année suivante, il demande un congé de l'armée pour prendre sa retraite et commence sa carrière artistique à la radio XETR, où il interprète des romances mexicaines et des chansons napolitaines. En 1932, il chanta dans le XEW sous le pseudonyme d'Alberto Moreno et c'est là qu'il rencontre Arturo de Córdova, qui était à l'époque l'annonceur de la station et lui suggère d'utiliser Jorge Negrete comme nom de scène. Il signe ensuite un contrat avec NBC pour des émissions télévisées avec des musiciens cubains et mexicains, avant de revenir au Mexique en 1937 pour tourner La Madrina del Diablo (la marraine du diable). Le succès du film lance sa carrière au cinéma.  
En 1938, Jorge Negrete joue dans La Valentina avec Elisa Christy puis dans Juntos Pero No Revueltos en 1939. Elisa Christy est la fille de l'actrice Elisa Asperó et du grand acteur espagnol Julio Villarreal (Julio Crochet). Elle était une danseuse de folklore et de ballet et donne naissance à sa fille Diana. Ils ont divorcé en 1942, après quoi Christy s'est remariée. Elle est décédée le 26 mai 2018 à l'âge de 100 ans,. 
De retour aux États-Unis, en 1939, il obtient un contrat avec la société 20th Century Fox pour tourner des films en espagnol à Hollywood, mais le projet n'aboutit pas en raison d'un boycott par l'Union des acteurs des États-Unis (American Actors Union) contre des acteurs latinos. À cette époque, il a eu la première manifestation grave de la maladie du foie qui avait été diagnostiquée le conduirait à la mort des années plus tard. Faute de moyens, il n'a pas été possible de s'en occuper correctement. 
Le film ¡Ay Jalisco, No Te Rajes! lui apporte une renommée internationale. Il y rencontre aussi Gloria Marín avec qui il tournera plusieurs autres films. Il a ensuite chanté des chansons rancheras, entre autres avec le trio Las Tres Calaveras. Il a cofondé l'Association des acteurs mexicains, succédant à Cantinflas au poste de président. 
Il faisait partie des Tres Gallos Mexicanos, les trois chanteurs et acteurs les plus populaires du Mexique, avec Pedro Infante et Javier Solís. De nombreux chanteurs ont été influencés et ont exprimé leur admiration pour Jorge Negrete ; des artistes populaires aux artistes lyriques, parmi lesquels les célèbres ténors Alfredo Kraus et Plácido Domingo.
En 1952, il épouse l'actrice María Félix, une fête de mariage que les Mexicains ont surnommé « le mariage du siècle ». L'événement a réuni les célébrités les plus célèbres du spectacle, ainsi que des personnages du milieu intellectuel, tels que Diego Rivera, Frida Kahlo, Octavio Paz, ainsi que des toreros et des athlètes célèbres.
Dos Tipos de Cuidado (1952) est le seul film avec Jorge Negrete aux côtés de Pedro Infante. C'est pour beaucoup la meilleure comédie mexicaine.
En 1953, lors d'un voyage d'affaires à Los Angeles, Negrete mourut des complications d'une cirrhose hépatique, une maladie dont il souffrait depuis 1937. Selon ses volontés, son corps fut rapatrié et enterré à Mexico. Des milliers de personnes ont assisté à ses funérailles. Tous les 5 décembre, ses fans se recueillent sur sa tombe, et la télévision et la radio lui rendent hommage en passant ses films et ses chansons.
L'État mexicain doit à Jorge Negrete une partie de l'intérêt touristique et de l'industrie de la tequila puisque dans le monde, l'image du charro, le cinéma mexicain, la mode de la tequila, et les chansons avec mariachi se sont propagées à travers la popularité de Jorge Negrete, ainsi comme son intérêt pour le Mexique et ses coutumes.

## Filmographie
- El rapto (1953)
- Reportaje (1953)
- Dos tipos de cuidado (1952)
- Tal para cual (1952)
- Los tres alegres compadres (1951)
- Un Gallo en corral ajeno (1951)
- Hay un niño en su futuro (1951)
- Siempre tuya (1950)
- Teatro Apolo (1950)
- Lluvia roja (1949)
- La posesión (1949)
- Una gallega en México (1949)
- Jalisco canta en Sevilla (1948)
- Allá en el Rancho Grande (1948)
- Si Adelita se fuera con otro (1948)
- Gran Casino altro titolo: En el viejo Tampico (1946)
- El ahijado de la muerte (1946)
- En tiempos de la inquisición (1946)
- No basta ser charro (1945)
- Camino de Sacramento (1945)
- Canaima (1945)
- Hasta que perdió Jalisco (1945)
- Me he de comer esa tuna (1944)
- Cuando quiere un mexicano (1944)
- El rebelde (1943)
- Una carta de amor (1943)
- Tierra de pasiones (1943)
- El jorobado (Le Bossu, 1943)
- El peñón de las ánimas (1942)
- Así se quiere en Jalisco (1942)
- Historia de un gran amor (1942)
- Cuando viajan las estrellas (1942)
- Seda, sangre y sol (1942)
- Fiesta (1941)
- ¡Ay Jalisco, no te rajes! (1941)
- Aquí llegó el valentón (1938)
- Una luz en mi camino (1938)
- Juntos pero no revueltos (1938)
- El cementerio de las águilas (1938)
- Juan sin miedo (1938)
- El fanfarrón (1938)
- Perjura (1938)
- Caminos de ayer (1938)
- La Valentina (1938)
- La madrina del Diablo (1937)